# ヒトサライ
ヒトサライ（Hit Au Salai）は、日本のロックバンド。

## 概要
ヒトサライは、1980年代に一世を風靡したBARBEE BOYSのリーダー兼ギタリストだったいまみちともたかが、そのユニークなギタースタイルと作詞作曲の才能を発揮する場として、かねてから親交があったベースの岡雄三とドラムの平山ヒラポン牧伸に加え、ソロアーティストとして活動している椎名純平をボーカル&キーボードに迎えて新たに結成したバンド。
ストーリー性溢れるいまみちの歌詞世界を椎名が濃厚で特異な声で表現し、それがエネルギッシュで鋭角的でありながら緻密さを兼ね備えたギターサウンドとタイト&ヘビーなリズム隊が織りなす心地よいバンドグルーヴに乗って、キャッチ―で独特なロックサウンドを展開している。
楽曲は基本的にヒトサライ用に書き下ろしたものが多いが、それに加えていまみちのソロの曲や、ライブでは椎名のソロの曲も演奏する。

## 来歴
2014年10月、結成。
2015年11月、いまみちの独創的かつユーモラスなソングライティングの魅力とソリッドなギターワークが特長の1stアルバム『ディレクターズ・カット』をリリース。
2016年7月、前作とは一転、ソウルフルでウェットなテイストもフィーチャーされた大人のロックアルバムに仕上がった2ndアルバム『嘘のようなマジな話』をリリース。同年11月、初のホールライブを開催。

## メンバー
いまみちともたか
ギターおよび全楽曲の作詞・作曲を担当。元BARBEE BOYS。
かつて“No Synthsizer”をクレジットしていたが、このバンドでボーカリスト兼鍵盤奏者とバンドを組んだことについて、「これが生ピアノだったら声を掛けなかったかもしれないけど、純平がローズとかウーリッツァが好きだって言ってエレピを弾いていたから。なんか良いかもって思ったんだよね」と語っている。
椎名純平
ボーカル・キーボード担当。
普段はソロや自分のバンドで活動するシンガーで、ソウルフルな歌唱に定評がある。シンガーソングライターの椎名林檎は実妹。
平山ヒラポン牧伸
ドラムス担当。
幅広いジャンルのサポート&セッションワークを務め、いまみちとの活動歴も長い。
岡雄三
ベース担当。
レコーディングワークを中心に多方面で活動。。
カナダのディングウォール・ベースのモニター、ファンドフレットのベースを弾いている。
2019年5月10日に死去したことがオフィシャルサイトにて発表された。53歳没。